# شيبان (اسم)
شيبان هو اسم علم مذكر من أصل عربي، ومعناه هو الأبيض، العجوز الشائب، البارد المثلج.

## شخصيات تحمل الاسم
- شيبان النحوي
- شيبان بن أحمد بن طولون (القرن 9 – )
- شيبان بن سلمة ( – 748)
- شيبان بن عبد العزيز

## وصلات خارجية
- موسوعة السلطان قابوس لأسماء العرب نسخة محفوظة 5 أبريل 2019 على موقع واي باك مشين.